# My Thoughts
My Thoughts è il primo album in studio del cantante statunitense Avant, pubblicato il 9 maggio 2000 dall'etichetta discografica MCA Records.

## Tracce
1. Separated – 4:15 (Myron Avant, Steve Huff)
2. Reaction – 3:52 (Myron Avant, Chris Kelly, Steve Huff)
3. Get Away – 5:28 (Chris Kelly, Steve Huff)
4. Let's Make a Deal – 3:58 (Myron Avant, Steve Huff)
5. Happy – 5:21 (Myron Avant, Steve Huff)
6. My First Love (feat. Keke Wyatt) – 4:28 (Angela Winbush, René Moore)
7. I Wanna Know – 5:26 (Myron Avant, Bruce Alan, Steve Huff)
8. Serious – 4:02 (Myron Avant, Marinna Teal, Steve Huff)
9. Destiny – 3:50 (Myron Avant, Steve Huff)
10. Ooh Aah – 4:13 (Myron Avant, Steve Huff)
11. This Time – 4:00 (Myron Avant, Steve Huff)
12. Why – 5:37 (Myron Avant, Steve Huff)

## Classifiche

### Classifiche settimanali
| Classifica (2000) | Posizione massima |
| ----------------- | ----------------- |
| Stati Uniti       | 45                |

### Classifiche di fine anno
| Classifica (2000) | Posizione |
| ----------------- | --------- |
| Stati Uniti       | 149       |